# ويبريدج (فيرمونت)
ويبريدج (بالإنجليزية: Weybridge, Vermont)‏ هي بلدة تقع بولاية فيرمونت في الولايات المتحدة. تبلغ مساحتها 45.6 (كم²)، وترتفع عن سطح البحر 37 م، بلغ عدد سكانها 833 نسمة في عام 2010 حسب إحصاء مكتب تعداد الولايات المتحدة وتصل الكثافة السكانية فيها 18.8 نسمة/كم2.

## أعلام
- إدوين جيمس
- تشاريتي براينت
- سيدني لورانس

## وصلات خارجية
- www.weybridge.govoffice.com
- The US50 - Cities and Towns in Vermont State
- Vermont Cities and Towns, Facts, Map, Flag, Colleges, Government, and More